# Vojaško pokopališče iz 1. svetovne vojne v Kidričevem
Vojaško pokopališče v današnjem Kidričevem je bilo del kompleksa avstro-ogrskih ujetniških taborišč in rezervnih vojaških bolnišnic, ki so na tem območju delovale med letoma 1915 in 1918. Na njem so preminule pokopavali že leta 1915. Oktobra tistega leta je vojaško pokopališče merilo skoraj 0,93 hektarja. Ležalo je med borovimi gozdovi in bilo ograjeno z zidano ograjo ter imelo dva vhoda. Oba pokopališka portala, grajena iz umetnega kamna, sta imela železna dvokrilna vrata. Opremljena sta bila z napisom »K. u. K. MILITÄRFRIEDHOF«, ki nas še vedno opominja, da stopamo na vojaško pokopališče. Vrh obeh portalov sta se do današnjih dni ohranila križa, obdana z vencem, z napisom "VITAM PRO PATRIA", (Življenje za domovino), podobna tistemu na avstrijskem odlikovanju reda Marije Terezije. Pokopališče je bilo razdeljeno na 12 različno velikih parcel. Na njih so ločeno po veroizpovedih pokopani vojaki iz Avstrije, Bosne in Hercegovine, Bukovine, Češke, Slovaške, Francije, Galicije, Hrvaške, Italije, Madžarske, Nemčije, Poljske, Romunije, Rusije, Slovenije, Srbije, Šlezije itd.
Leta 1916 so na pokopališču po načrtih arhitekta narednika Ludvika Lepušića začeli graditi novobaročno kapelo Marije Pomočnice. Pri njeni ureditvi so pomagali avstro-ogrski pehotni vojaki, ki so bili izučeni za kamnoseški, pleskarski, rezbarski, mizarski, slikarski, tesarski in ključavničarski poklic. S pomočjo prostovoljnih prispevkov so jo dokončali naslednje leto. Pokopališko kapelo je nato na veliki slovesnosti, ki je potekala 24. oktobra 1917, posvetil knezoškof dr. Mihael Napotnik.
Med 1. svetovno vojno je nasproti kapele stal še spomenik v obliki kamnite stele z napisom »PRO PATRIA« (Za domovino), ob katerem sta bili še dve plošči z imeni pokopanih. Spomenik se ni ohranil.
Koliko vojakov je dejansko bilo pokopanih med prvo svetovno vojno, ni povsem znano. Po najvišji oceni naj bi jih bilo 3.000, vendar France Stele, ki je pokopališče pregledal leta 1922, navaja le 965 grobov. Zbrano in objavljeno je 971 imen. Pri tem pa obstaja možnost, da so v določene grobove pokopali dva ali več vojakov. Tudi po koncu 1. svetovne vojne pokopališče ni zaprlo svojih vrat. Na njem so pokopali še 128 umrlih primorskih Slovencev in vsaj 12 umrlih ruskih kadetov iz begunskega taborišča v Strnišču (današnjem Kidričevem). Znano je tudi, da so med 2. svetovno vojno na njem pokopali 18 umrlih v delovnem taborišču Strnišče in leta 1945 še 43 nemških vojnih ujetnikov iz taborišča v Hajdin.

## Seznam pokopanih žrtev
- 971 zbranih, imen, umrlih vojakov, (1915-1945).[1] To je prečiščeno besedilo med različnimi viri.
- 730 – umrlih Avstro-Ogrskih vojakov z imeni in priimki 1915-1918.
  - 582 – umrlih Avstro-Ogrskih vojakov, z imeni in priimki. (1915-1918) iz Avstrijskega nacionalnega arhiva. ANNO[2]
  - 64 – umrlih Avstro-Ogrskih vojakov, z imeni in priimki. (1915-1918) iz BAZE PODATKOV NA SPLETU – MADŽARSKA[3]
  - 245 – umrlih avstro-ogrskih vojakov, z imeni in priimki. (1915-1918). – NAGROBNE TABLICE
- 255 skupaj, imensko evidentiranih, umrlih vojakov 1918-1946.
  - 131 – Slovencev primorskih vojnih beguncev. (1918-1922)
  - 50 – Ruski vojni ujetnikov je umrlo (1915-1918).
  - 11 – Ruskih kadetov (1920-1922).
  - 18 – žrtev 2. svetovne vojne 1944-1945.
  - 43 – brez imenskih žrtev 2. svetovne vojne, (ujetniki is taborišča na Hajdini po letu 1945).
  - 2 – pokopana v juliju in septembru 1945.

Na pokopališču so začeli leta 1916 graditi kapelo, ki je še danes ohranjena in dobro vzdrževana. Dogradili so jo leta 1917 s prostovoljnimi prispevki. Med gradnjo je bil poveljnik taborišča generalmajor Karl Mueller von Huellendried, vodja gradnje pa primarij dr. Viktor Fogarassy von Fogaras. Načrt za kapelo, ki meri v tlorisu, 13,5 × 8,5 m, je napravil arhitekt, narednik Ludvik Lepušić. Pri njeni ureditvi so pomagali avstro-ogrski pehotni vojaki, ki so bili izučeni za kamnoseški, pleskarski, rezbarski, mizarski, slikarski, tesarski in ključavničarski poklic. Gradili so jo zidarski mojster Anton Kopta in kamnoseka, pod narednika Samuel Stempel in Franc M. Toeth. Pri ureditvi kapele so pomagali še pleskar, pod narednik Marianus Falmin; akademski slikar, infanterist Franz Mlaedik; pod narednik Avgust Weigelt in infanterist Franc Kohout, ki sta slikala na steklo. Infanterist Ciril Jeleček, rezbar; Franc Peterson, mizarski mojster, narednik Jaroslav Trybert, tesarski mojster' in ključavničar Franc Peške so tudi sodelovali pri gradnji in ureditvi kapele. 
S pomočjo prostovoljnih prispevkov so jo dokončali naslednje leto. Pokopališko kapelo je nato na veliki slovesnosti, ki je potekala 24. oktobra 1917, posvetil knezoškof dr. Mihael Napotnik. 
Akademski slikar Franc Hlaedik je naslikal za kapelo tri oljnate slike na platno, ki so še v kapeli. Za glavni oltar je upodobil Marijo-Pomočnico. Na dveh slikah za stranski steni pa je naslikal vojaka, ki izražata vdanost v usodo sredi vojnega viharja in vojaških grobov.
O pokopanih vojakih na strniškem pokopališču pričajo le vpisi v mrliških knjigah za dve rezervni bolnišnici MLADO BOLESLAVO in KLATOVO. Za druge rezervne bolnišnice jih ni najti. Tudi v državnem vojnem arhivu na Dunaju niso mogli postreči s podatki o pokopanih v Strnišču med prvo svetovno vojno.
Ohranjeni mrliški knjigi nam nudita tele podatke: 
Od 464 umrlih vojakov v Strnišču zabeleženih v mrliških knjigah so bili štirje prepeljani na domača pokopališča, 460 pa je bito pokopanih na strniškem. 
V omenjenih mrliških knjigah ni navedene narodnosti umrlih, pač pa bivališče. Iz slovanskih dežel je umrlo 290 vojakov ali 63% iz neslovenskih pa 174 ali 37%. Izvor vojakov, ki so umrli v Strnišču nam prikazuje naslednja tabela:
V rezervni bolnišnici Mlada Boleslava v Strnišču je umrlo šest vojakov, ki so bili doma v ptujskem okraju. Naj navedem njihova imena z rojstno letnico, rojstnim krajem in datumom smrti:  
Širovnik Ivan,      1872,      Dobrina,              27.03.1917
Planinc Anton,     1876,      Stoperce,            28.03.1918
Jazbec Martin,     1887,      Ptujska gora,      11.05.1918 
Vidovič Anton,      1891,      Skorba,               24.10.1918
Vsi umrli iz ptujskega okraja so bili kmečkega stanu in so vsi pokopani na strniškem pokopališču, 
Pri vpisih umrlih vojakov v mrliške knjige, ki sta ju vodili rezervni bolnišnici Mlada Boleslava in Klatovo, so navedene številke grobov za vse pokopane vojake. Najvišja številka je 799. Spričo šestih bolnišnic v Strnišču pa je število 799 grobov nerealno. V rezervni bolnišnici Mlada Boleslava je umrlo, kakor nam je znano 390 bolnikov in je delovala v Strnišču od zgraditve taborišč do konca vojne. Če bi sodili umrljivost v drugih taboriščih v Strnišču po Mladi Boleslavi, bi bilo na strniškem pokopališču pokopanih med prvo svetovno vojno okrog 2340 vojakov. 
Domačini, ki še vedo o izgledu pokopališča po prvi svetovni vojni, pravijo, da so grobovi pokrivali okrog tri četrtine pokopališča, kar bi zneslo 2250 pokopanih, če bi pokopavali po enega vojaka v vsak grob. To bi bilo povprečno 375 umrlih v vsaki bolnišnici, kar se približuje številki 390 umrlih v Mladi Boleslavi. 
Skupaj:     464
Za pokopi nemških vojnih ujetnikov je zaprlo strniško pokopališče svoja grobna vrata.